# Antheraea fraterna
Antheraea fraterna är en fjärilsart som beskrevs av Moore 1888. Antheraea fraterna ingår i släktet Antheraea och familjen påfågelsspinnare. Inga underarter finns listade i Catalogue of Life.